# فرانسیسکو زوئلا
فرانسیسکو زوئلا (انگلیسی: Francisco Zuela؛ زادهٔ ۳ اوت ۱۹۸۳) بازیکن فوتبال اهل آنگولا است.
از باشگاه‌هایی که در آن بازی کرده‌است می‌توان به باشگاه فوتبال پائوک، باشگاه فوتبال آکادمیکا، باشگاه فوتبال آترومیتوس، باشگاه فوتبال لیریا، باشگاه فوتبال اسپارتاک ولادی‌قفقاز، باشگاه فوتبال کوبان کراسنودار، باشگاه فوتبال آپوئل، باشگاه فوتبال آپولون اسمیرنیس، و باشگاه فوتبال سانتا کلارا اشاره کرد.
وی همچنین در تیم ملی فوتبال آنگولا بازی کرده‌است.